# Бамбуковая летающая тарелка
«Бамбуковая летающая тарелка» (англ. The Bamboo Saucer) — американский независимый научно-фантастический фильм 1968 года.

## Сюжет
Лётчик-испытатель Фред Норвуд пилотирует экспериментальный самолёт X-109 вместе с самолётом сопровождения. Внезапно он обнаруживает, что его преследует летающая тарелка, и ему приходится проделать ряд сложных фигур пилотажа, чтобы обезопасить себя.
На земле Норвуд узнаёт, что радар ничего не заметил, кроме их двух самолётов. Пилот продолжает настаивать на увиденном, и его начальство, изучив показатели жизненно важных функций Норвуда, делает вывод, что у него была галлюцинация, и поэтому отстраняет лётчика от испытаний. Бланшард, пилот самолёта сопровождения, сообщает, что не видел никакой летающий тарелки, но совершенно понятно, что он лжёт. Обозлённый недоверием начальства и ложью товарища, Норвуд начинает патрулирование района на North American P-51 Mustang, оснащённом лидаром. В поисках НЛО Фреда поддерживает его лучший друг, Джо Ветри, женатый на сестре Норвуда, Дороти. Именно Джо удаётся засечь летающую тарелку, а Фред и Дороти на земле с ужасом видят, как самолёт Ветри исчезает с экрана радара; позже следователи Федерального управления гражданской авиации заявили им, что самолёт их друга «исчез как самолёт Мантелла в 1948 году».
Норвуда вызывают в Вашингтон, где его встречает Хэнк Питерс, член секретного правительственного агентства, который не только верит рассказу пилота, но и показывает ему рисунок, в котором Фред узнаёт преследовавшую его тарелку. Питерс говорит Норвуду, что это изображение недавно получено от разведчика, работающего в Красном Китае: этот аппарат приземлился в горах Китая в день гибели Ветри. Агент просит пилота сопроводить его и двоих учёных в Китай: группа будет тайно десантирована туда на парашютах. Также Питерс сообщает Норвуду, что в этой тарелке были обнаружены тела двух гуманоидных инопланетян, но аборигены сожгли их, не тронув сам аппарат.
В Китае, в зоне высадки, Норвуда, Питерса и учёных встречает агент Сэм Арчибальд. Он ведёт их в руины церкви, где спрятана летающая тарелка. По пути они едва избегают столкновения с Народно-освободительной армией, а вот встречи с группой русских учёных под предводительством агента спецслужб избежать не получается. Выясняется, что русские направляются туда же и с той же целью; обе стороны, хоть с огромным трудом, договариваются о сотрудничестве в изучении летающей тарелки.
В течение нескольких дней группы изучают летающую тарелку, и понемногу начинают разбираться в её устройстве. Однажды обнаруживается, что к церкви приближается группа китайских военных. Более ждать нельзя: инопланетная конструкция ни в коем случае не должна попасть в руки Китая. Фред и Анна спешно пытаются освоить управление тарелкой, а все остальные держат оборону против китайских солдат. В итоге из защитников в живых остаётся только один американец, он присоединяется к Фреду и Анне, и троица взлетает на автопилоте, покидая воздушное пространство Китая под шквальным огнём. Заранее запрограммированный курс уносит с огромной скоростью троих землян прочь: мимо Луны, мимо Марса, к Сатурну. С трудом Анне удаётся отключить автопилот, и команда так же быстро возвращается на Землю, они обнаруживают себя над горами Швейцарии. Перед финальными титрами на экране появляются слова президента Кеннеди о взаимном сотрудничестве людей в космосе: «Пусть обе стороны пройдут чудеса науки, а не её ужасы».

## В ролях
- Дэн Дьюриа — Хэнк Питерс, член секретного правительственного агентства[2]
- Джон Эриксон — Фред Норвуд, лётчик-испытатель
- Лоис Неттлтон — Анна Карачева, специалист по электронике[3]
- Боб Хастингс — Джек Гэрсон
- Винсент Бек[англ.] — Загорский, металлург[3]
- Бернард Фокс — Дейв Эфрэм
- Джеймс Хонг — Сэм Арчибальд, спецагент
- Бартлетт Робинсон[англ.] — Родс
- Уильям Мимс[англ.] — Джо Ветри, пилот
- Нэн Лесли — Дороти Ветри[4]
- Энди Романо[англ.] — Бланшард, пилот самолёта сопровождения

В титрах не указаны
- Фрэнк Герстл[англ.] — техник-радист
- Бак Янг[англ.] — Пит

## Производство
Создание фильма под рабочим названием «Проект „Летающая тарелка“» началось в 1964 году.
Перед началом съёмок продюсер Джерри Фэрбэнкс предоставил для ознакомления сценарий министерству обороны. Канцелярия помощника министра ответила, что у них «отрицательная реакция». Они порекомендовали, чтобы были удалены любые ссылки на ЦРУ, так как «было бы неуместно помещать одного из наших агентов в вымышленную ситуацию». Также ведомство отметило, что «фактически, расследования по летающей тарелке не было», «генерал ВВС имеет излишне нелестный характер и действует не так, как действовал бы в реальности», «ВВС США не должны находиться в воздушном пространстве Китая», а также высказало ряд других претензий. В итоге сценарий был переделан, а название изменено на «Бамбуковая летающая тарелка», хотя будущий фильм никак не был связан с научно-фантастической повестью 1967 года «Полёт бамбуковой летающей тарелки». Роль экспериментального самолёта X-109 «сыграл» Lockheed F-104 Starfighter, снятый в Stock footage.
Съёмки ленты прошли в калифорнийском округе Иньо, в частности, в поселении Лоун-Пайн, где целую улицу превратили в «китайскую деревню». Премьера картины состоялась 23 октября 1968 года в Бостоне (штат Массачусетс).
В 1969 году фильм был переиздан под названием «Курс столкновения» (англ. Collision Course) с урезанным до 90 минут хронометражем.